# Józef Perpina Nacher
Jose Perpina Nacher (ur. 22 lutego 1911 w Walencji, zm. 29 grudnia 1936) – hiszpański błogosławiony Kościoła katolickiego. 

## Życiorys
W maju 1919, mając 8 lat przystąpił do pierwszej Komunii świętej, w kościele parafialnym św. Piotra Apostoła. Wstąpił do Akcji Katolickiej; był prawnikiem, katechetą i dziennikarzem. Został aresztowany w czasie wojny domowej w Hiszpanii w dniu 3 września 1936 roku i 29 grudnia 1936 został zamęczony.
Beatyfikował go w grupie Józef Aparicio Sanz i 232 towarzyszy Jan Paweł II 11 marca 2001.